# Спасите, она меня любит!
«Спасите, она меня любит!» (итал. L'altra metà del cielo) — итальянский комедийный кинофильм с Адриано Челентано в главной роли. Фильм был снят в 1977 году, однако в прокат вышел лишь 20 мая 1983 года.

## Сюжет
Альтернативное название фильма: «Другая половина неба».
Первая встреча главных героев произошла ещё в аэропорту. К священнику Винченцо Феррари (А. Челентано), ожидавшему самолёт Рим — Сидней, подошла красивая девушка по имени Сусанна Макалузо (М. Витти), сказала несколько слов, рядом с ним поставила небольшой кейс и пропала. Вторая их встреча произошла уже в самолёте…

## В ролях
- Моника Витти
- Адриано Челентано
- Венантино Венантини
- Глауко Онорато
- Марио Каротенуто
- Джанфранко Барра
- Мария Боско
- Ренцо Оццано

## Съёмочная группа
- Режиссёр — Франко Росси
- Оператор — Луиджи Кувейллер
- Сценаристы — Аугусто Каминито, Маурицио Костанзо
- Композиторы — Адриано Челентано, Детто Мариано